# Tawitawivruchtduif
De tawitawivruchtduif (Phapitreron cinereiceps) is een bedreigde duif die alleen voorkomt in de Filipijnen.

## Kenmerken
Deze soort vruchtduif is (inclusief staart) 26 centimeter lang en heeft een vleugellengte van 13,5 centimeter. De nek en kop zijn donkergrijs. De bovenzijde van de rug is paars. De rest van de bovenzijde is bronskleuirig bruin. Ook de staart is bruin met een bronskleurige glans met aan het einde een donkergrijze band. De keel, borst en buik zijn roodachtig bruin. De onderzijde van de staart is grijs. De snavel is zwart. De ogen zijn roodachtig oranje en de huid rond het oog is donkerbruin tot zwart. De poten zijn paarsachtig rood.

## Ondersoorten en verspreiding
De soort werd in 1894 als aparte soort beschreven en daarna ook wel als ondersoort van de mindanaovruchtduif (P. brunneiceps) beschouwd. Sinds de eeuwwisseling is het een endemische soort op het eiland Tawi-Tawi.

## Leefgebied
P. cinereiceps is alleen of in paartjes te vinden in de laagland- en mangrove-bossen van Tawi-Tawi. Het leefgebied is natuurlijk bos en bosranden. De soort is ecologisch redelijk tolerant en komt ook in selectief uitgekapt bos voor.

## Status
De tawitawivruchtduif heeft een beperkt verspreidingsgebied en daardoor is de kans op uitsterven aanwezig. De grootte van de populatie werd in 2016 door BirdLife International geschat op 250 tot 1000 volwassen individuen en de populatie-aantallen nemen af door habitatverlies door ontbossing en plaatselijk ook door mijnbouwactiviteiten en jacht. Om deze redenen staat deze soort als bedreigd op de Rode Lijst van de IUCN.